# 발타사르 알베니스
발타사르 알베니스 마르티네스(스페인어: Baltasar Albéniz Martínez; 1905년 1월 6일, 바스크 주 에이바르 ~ 1978년 11월 29일, 나바라 주 팜플로나)는 스페인의 전 축구 감독이다. 그는 레알 마드리드를 두 차례(1946–1947, 1950–1951) 지휘했고, 1947년에 코파 델 헤네랄리시모를 우승했다. 1958년에는 같은 대회에서 아틀레틱 빌바오를 이끌고 반대로 레알 마드리드를 이겼었다. 그는 에스파뇰, 오사수나, 그리고 레알 소시에다드도 지휘한 경험이 있다.

## 수상
레알 마드리드
- 코파 델 헤네랄리시모: 1947

아틀레틱 빌바오
- 코파 델 헤네랄리시모: 1958